# Eikosanoid
Eikosanoidi su signalni molekuli koji nastaju oksidacijom esencijalnih masnih kiselina (EPA) koje su dvadeset-ugljenika duge. Oni vrše kompleksnu kontrolu nad mnogobrojnim telesnim sistemima, kao što je razvoj inflamacije i imuniteta. Oni isto tako funkcionišu kao glasnici u centralnom nervnom sistemu. Kontrolne mreže koje zavise od eikosanoida su među najkompleksnijim sistemima ljudskog tela.

Eikosanoidi su izvedeni bilo iz omega-3 (ω-3) ili omega-6 (ω-6) EFA. ω-6 eikosanoidi su generalno proinflamatorni, dok ω-3 molekuli imaju tu ulogu u znatno manjoj meri. Količina i balans tih masnoća u ishrani ima uticaja na telesne funkcije kontrolisane eikosanoidima, kao i na kardiovaskularne bolesti, trigliceride, krvni pritisak, i artritis. Antiinflamatorni lekovi poput aspirina i drugih NSAID lekova deluju putem umanjenja sinteze eikosanoida.
Postoje četiri familije eikosanoida: prostaglandini, prostaciklini, tromboksani i leukotrieni. Svaka ima dve ili tri zasebne serije, izvedene bilo iz ω-3 ili ω-6 EFA. Različite aktivnosti tih serija u znatnoj meri objašnjavaju zdravstvene efekte ω-3 i ω-6 masti.
|                                                                     |                                                                    |                                              |                                                     |
| Prostaglandin E1. Petočlani prsten je karakterističan za ovu klasu. | Tromboksan A2. Atomi kiseonika su u prstenu.                       | Tromboksan A2. Atomi kiseonika su u prstenu. | Leukotrien B4. Sadrži 3 konjugovane dvostruke veze. |
|                                                                     |                                                                    |                                              |                                                     |
| Prostaciklin I2. Razlikuje se po drugom prstenu od prostaglandina.  | Prostaciklin I2. Razlikuje se po drugom prstenu od prostaglandina. | Leukotrien E4, primer cisteinil leukotriena. | Leukotrien E4, primer cisteinil leukotriena.        |

## Nomenklatura
Eikosanoid (grč. eicosa - dvadeset) je kolektivni naziv za oksidisane derivate tri različite esencijalne masne kiseline sa dvadeset ugljenika:
- Eikosapentaenoinska kiselina (EPA), ω-3 masna kiselina sa 5 dvostrukih veza;
- Arahidonsla kiselina (AA), ω-6 masna kiselina, sa 4 dvostruke veze;
- Dihomo-gama-linolenska kiselina (DGLA), ω-6, sa 3 dvostruke veze.

Trenutna upotreba ograničava termin na leukotriene (LT) i tri tipa prostanoida: prostaglandini (PG) prostaciklini (PGI), i tromboksani (TX). Ta definicija se koristi u ovom članku. Međutim, nekoliko drugih klasa lipida se mogu tehnički nazvati eikosanoidima: hepoksilini, resolvini, izofurani, izoprostani, lipoksini, epi-lipoksini, epoksi-eikosatrienoinske kiseline (EET) i endokanabinoidi. Neki izvori nazivaju leukotriene i prostanoide „klasičnim eikosanoidima“, što je u kontrastu sa „novim“, „eikosanoidima sličnim“ ili „neklasičnim eikosanoidima“.
Pojedini eikosanoidi se označavaju skraćenicama koje su četiri karaktera duge. One se formiraju na sledići način:
- Dvoslovana oznaka lipida,[13]
- Jedno slovo koje označava sekvencu[14] i
- Subskript koji daje indikaciju o broju dvostrukih veza.

Primeri su:
- EPA-izvedeni prostanoidi imaju tri dvostruke veze, npr. , dok leukotrieni imaju pet,.
- AA-izvedeni prostanoidi imaju dve dvostruke veze, npr. , dok leukotrieni iz ove grupe imaju četiri,.

Osim toga, mogu da postoje stereohemijske razlike među molekulima. Izomeri se označavaju grčkim slovima, npr. .

## Biosinteza
Familije enzima koje katališu masno kiselinsku oksigenaciju kojom se formiraju eikosanoidi su:
- Ciklooksigenaza, ili COX, generiše prostanoide.
- Lipoksigenaza, ili LOX, ima nekoliko formi. 5-lipoksigenaza (5-LO) formira leukotriene.

Eikosanoidi se ne čuvaju u ćelijama, nego se sintetišu po potrebi. Oni se formiraju iz masnih kiselina koje sačinjavaju ćelijske membrane i jedarni ovoj.
Biosinteza eikosanoida počinje kad se ćelija aktivira mehaničkom traumom, citokinima, faktorima rasta ili drugim stimulusima. Stimulus može da bude i eikosanoid iz susedne ćelije. Time se inicira oslobađanje fosfolipaza sa ćelijske membrane. Fosfolipaze putuju do jedarnog ovoja. Tamo, fosfolipaze katalizuju estersku hidrolizu fosfolipida (putem A2) ili diacilglicerola (putem fosfolipaze C). Time se oslobađaju 20-ugljenika duge esencijalne masne kiseline. Ova hidroliza je stupanj koji određuje brzinu formiranja eikosanoida.
Više fosfolipaza može da oslobodi masne kiseline. Među njima je tip IV citosolna fosfolipaza A2 ključni učesnik. Ćelije bez  generalno nemaju sposobnost sinteze eikosanoida. Fosfolipaza  je specifična za fosfolipide koji sadrže AA, EPA ili GPLA u  poziciji.  takođe ima sposobnost oslobađanja lizofosfolipida koji postaju trombocit-aktivirajući faktori.

## Literatura
1. ↑  DeCaterina, R & Basta, G (2001). „n-3 Fatty acids and the inflammatory response - biological background” (PDF). European Heart Journal Supplements. 3, Suppl D: D42—D49. doi:10.1016/S1520-765X(01)90118-X. Приступљено 10. 2. 2006.
2. ↑  Funk, Colin D. (30. 11. 2001). „Prostaglandins and Leukotrienes: Advances in Eicosanoid Biology”. Science. 294 (5548): 1871—1875. PMID 11729303. doi:10.1126/science.294.5548.1871. Приступљено 8. 1. 2007.
3. ↑  Piomelli, Daniele (2000). „Arachidonic Acid”. Neuropsychopharmacology: The Fifth Generation of Progress. Приступљено 3. 3. 2006.
4. ↑  Soberman, Roy J. & Christmas, Peter (2003). „The organization and consequences of eicosanoid signaling”. J. Clin. Invest. 111 (8): 1107—1113. PMC 152944 . PMID 12697726. doi:10.1172/JCI200318338. Приступљено 5. 1. 2007.
5. ↑  Beare-Rogers (2001). „IUPAC Lexicon of Lipid Nutrition” (PDF). Приступљено 1. 6. 2006.
6. ↑  Van Dyke TE, Serhan CN (2003). „Resolution of inflammation: a new paradigm for the pathogenesis of periodontal diseases”. J. Dent. Res. 82 (2): 82—90. PMID 12562878. doi:10.1177/154405910308200202. Приступљено 28. 10. 2007.
7. ↑  Serhan CN, Gotlinger K, Hong S, Arita M (2004). „Resolvins, docosatrienes, and neuroprotectins, novel omega-3-derived mediators, and their aspirin-triggered endogenous epimers: an overview of their protective roles in catabasis”. Prostaglandins Other Lipid Mediat. 73 (3-4): 155—72. PMID 15290791. doi:10.1016/j.prostaglandins.2004.03.005. Приступљено 28. 10. 2007.
8. ↑  Anderle P, Farmer P, Berger A, Roberts MA (2004). „Nutrigenomic approach to understanding the mechanisms by which dietary long-chain fatty acids induce gene signals and control mechanisms involved in carcinogenesis”. Nutrition (Burbank, Los Angeles County, Calif.). 20 (1): 103—8. PMID 14698023.
9. ↑  Evans AR; Junger H; Southall MD (2000). „Isoprostanes, novel eicosanoids that produce nociception and sensitize rat sensory neurons”. J. Pharmacol. Exp. Ther. 293 (3): 912—20. PMID 10869392.
10. ↑  O'Brien WF, Krammer J, O'Leary TD, Mastrogiannis DS (1993). „The effect of acetaminophen on prostacyclin production in pregnant women”. Am. J. Obstet. Gynecol. 168 (4): 1164—9. PMID 8475962.
11. ↑  Behrendt H, Kasche A, Ebner von Eschenbach C, Risse U, Huss-Marp J, Ring J (2001). „Secretion of proinflammatory eicosanoid-like substances precedes allergen release from pollen grains in the initiation of allergic sensitization”. Int. Arch. Allergy Immunol. 124 (1-3): 121—5. PMID 11306946. doi:10.1159/000053688.
12. ↑  Sarau HM; Foley JJ; Schmidt DB (1999). „In vitro and in vivo pharmacological characterization of SB 201993, an eicosanoid-like LTB4 receptor antagonist with antiinflammatory activity”. Prostaglandins Leukot. Essent. Fatty Acids. 61 (1): 55—64. PMID 10477044. doi:10.1054/plef.1999.0074. Приступљено 2. 11. 2007.
13. ↑  Prostaciklin (PGI) je ranije bio klasifikovan kao prostaglandin i zadržava svoju staru oznaku.
14. ↑  Eikosanoidi sa različitim slovima imaju različit položaj dvostruki veza i različite funkcionalne grupe vezane za molekulski skeleton. Slova indiciraju red u kome su se eikosanoidi pojavili u literaturi. Za dijagrame  poledajte Cyberlipid Center. „Prostanoids”. Архивирано из оригинала 08. 02. 2007. г. Приступљено 5. 2. 2007.

## Spoljašnje veze
- Eicosanoids на 